# Clathurella grayi
Clathurella grayi é uma espécie de gastrópode do gênero Clathurella, pertencente a família Clathurellidae.